# Niet-lineair systeem
Niet-lineaire systemen hebben met elkaar gemeenschappelijk dat ze een bepaald kenmerk missen, namelijk lineariteit.
Niet-lineaire systemen hebben dus een niet-rechte karakteristiek, bijvoorbeeld:

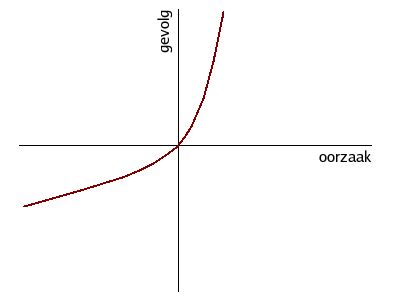
kromme karakteristiek
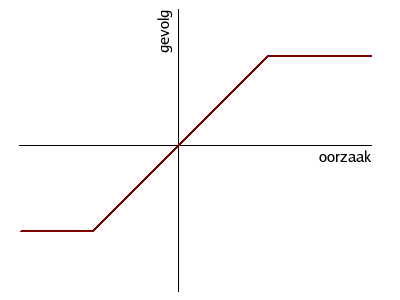
verzadiging
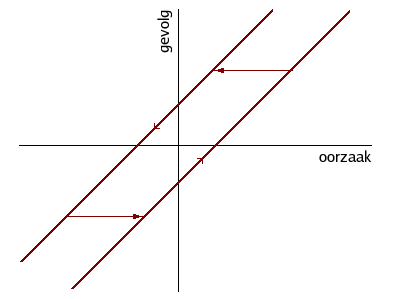
hysterese
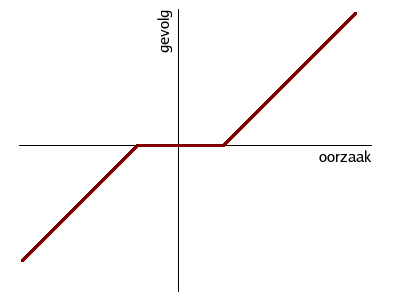
dode zone

Een apart geval is het verschijnsel looptijd, waarbij er een vaste hoeveelheid tijd verstrijkt tussen oorzaak en gevolg.
Niet-lineariteiten worden doorgaans veroorzaakt door heel alledaagse verschijnselen zoals wrijving (dode zone) en speling (hysterese). In feite zijn alle fysische systemen in allerlei opzichten niet-lineair: een cilinder waar je water in laat lopen raakt uiteindelijk vol (verzadiging), een gewone emmer is daarnaast altijd iets taps en vertoont dus een kromme karakteristiek enzovoorts.
Sommige soorten niet-lineariteiten (met name de kromme karakteristiek en verzadiging) kunnen binnen een beperkt gebied wel worden opgevat als lineair: de wiskundige benadering met een rechte lijn rond een gekozen werkpunt heet lineariseren. Wiskundig komt dit erop neer dat van de functie die het gedrag beschrijft, een reeksontwikkeling wordt gemaakt. Bij voldoende kleine signalen kunnen de hogere-ordetermen worden verwaarloosd, zodat een lineair verband overblijft.

## Definitie
In de wiskunde is een lineaire afbeelding (of lineaire functie) {\displaystyle f(x)} er een die aan beide volgende eigenschappen voldoet:
- Additiviteit: {\displaystyle \textstyle f(x+y)=f(x)+f(y);}
- Homogeniteit: {\displaystyle \textstyle f(\alpha x)=\alpha f(x).}

Homogeniteit volgt uit additiviteit voor elke rationele α en, voor continue functies, voor elke reële α.